# Durak (Musik)
Durak ist ein Rhythmus in der islamisch-sunnitischen Musik, der einem bestimmten Maqam zugeordnet ist. Der Rhythmus durak evferi verwendet den Maqam ‘Iraq und dauert 21 Schläge, gegliedert als 1 + 1 + 1 + 2 + 4 + 4 + 4 + 4. Das rituelle Gebet (Salāt) verwendet diesen Rhythmus.

## Quelle
- Friedrich Blume (Begr.), Ludwig Finscher (Hrsg.): Die Musik in Geschichte und Gegenwart. Kassel 1998², Band 9, Artikel Türkei, ISBN 3-7618-1128-4, Sp. 1060